# Karim Janat
Karim Janat (nacido el 11 de agosto de 1998) es un jugador de cricket afgano. En septiembre de 2021, fue nombrado en el equipo de Afganistán para la Copa Mundial T20 Masculina de la ICC de 2021.

## Carrera
En septiembre de 2018, Janat fue nombrada en el equipo de Kandahar en la primera edición del torneo de la Premier League de Afganistán. En septiembre de 2020, fue el ganador conjunto del premio al jugador del torneo en la Shpageeza Cricket League 2020. Hizo su debut en Twenty20 International (T20I) para Afganistán contra los Emiratos Árabes Unidos el 14 de diciembre de 2016. Anotó 25 carreras en el partido y tomó 3 terrenos. Esta actuación completa le dio su primer premio al hombre del partido.
Hizo su debut en One Day International (ODI) para Afganistán contra Zimbabue en el Harare Sports Club el 24 de febrero de 2017. En diciembre de 2018, fue nombrado en el equipo sub-23 de Afganistán para la Copa Asia de Equipos Emergentes ACC 2018. El 16 de noviembre de 2019, en el segundo partido contra las Indias Occidentales, realizó su primer recorrido de cinco terrenos en el cricket Twenty20.